# Maurizio Raggi
Maurizio Raggi (Roma, 8 maggio 1960) è un allenatore di calcio ed ex calciatore italiano, di ruolo centrocampista.

## Carriera

### Giocatore
Raggi ha giocato in Serie B con le maglie della Reggina (22 presenze, 4 gol) e del Taranto (30 presenze, 1 gol). In carriera ha militato principalmente in Serie C1 e Serie C2; si è ritirato nel 1995.

### Allenatore
Nella stagione 2006-2007 ha allenato per complessive 23 partite la Ternana, nel campionato di Serie C1; in precedenza aveva allenato anche Foligno, Deruta, Nestor Marsciano  dove vince la Coppa Italia, Todi, Pisoniano, Cynthia, (tutte e tre nella medesima categoria) e Virtus Francavilla. Ha allenato il Matera (in Serie D, per complessive otto partite). Nel 2010 è vice allenatore al Pergocrema,nel 2011 allena a Zagarolo ,nel 2013 è direttore tecnico al Casalotti .Nel 2017,  è tornato ad allenare la Cynthia. Nel 2024 è al CynthiaAlbalonga

## Palmarès

### Giocatore

#### Competizioni nazionali
- Serie C1: 2

Taranto: 1989-1990
Ternana: 1991-1992
- Coppa Italia: 1

Roma: 1979-1980